# Fuiloro-Plateau

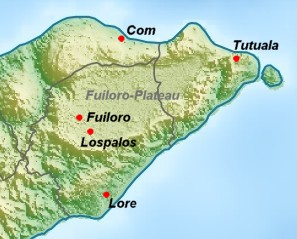
Das Fuiloro-Plateau

Das Fuiloro-Plateau (portugiesisch Planalto de Fuiloro) im Gemeinde Lautém ist die auffälligste Hochebene Osttimors. Es erstreckt sich über eine Fläche von 440 km² den Norden des Verwaltungsamts Lospalos und den Westen Tutualas im äußersten Osten des Landes.
Richtung Süden fällt das Plateau, aufgrund seiner großen Fläche unmerklich, von einer Höhe von 700 m auf 500 m ab, bis es auf die Bergkette des Paitchau trifft. Ursprünglich war das Plateau die Lagune eines urzeitlichen Atolls.
Das Plateau bildet einen großen Polje zwischen zwei Bergketten, mit einer Fläche von 100 km². Insgesamt 406 km² werden nur innerhalb des Plateaus entwässert. Im Osten liegt der größte See des Landes, der Ira Lalaro. Er fließt über den Irasiquero ab, der in das Mainina-Loch, einem Ponor verschwindet. Farbversuche haben ergeben, dass das Wasser sowohl in drei Quellen südlich der Berge, als auch in vier Quellen nahe Com, an der Nordküste, wieder zum Vorschein kommt.
Das Plateau ist Heimat zahlreicher Vogelarten und gehört mit seinem östlichen Teil zum Nationalpark Nino Konis Santana. Die südlichen Hänge waren bis in die 1950er mit Regenwäldern bedeckt, doch heute findet sich hier nur noch Sekundärwald. Im Ira Lalero und seinem System leben etwa dreihundert Leistenkrokodile, isoliert vom Meer und damit von anderen Populationen.

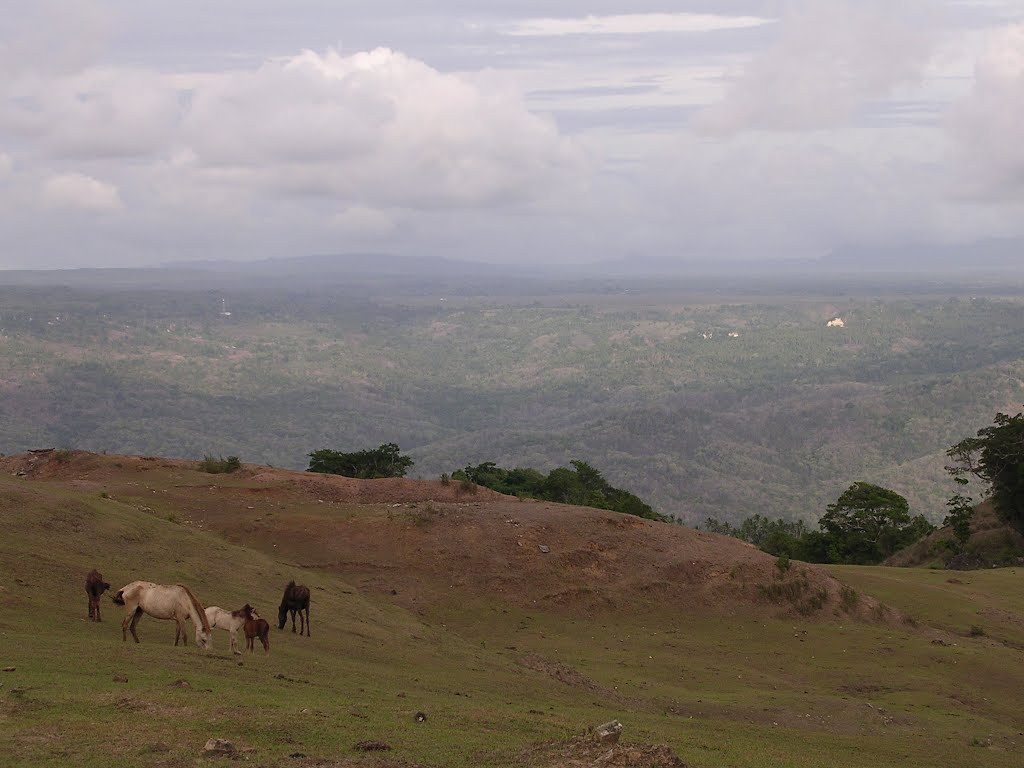
Blick auf das Fuiloro-Plateau vom Funkturm auf dem nordwestlich gelegenen Monte Laleno aus.
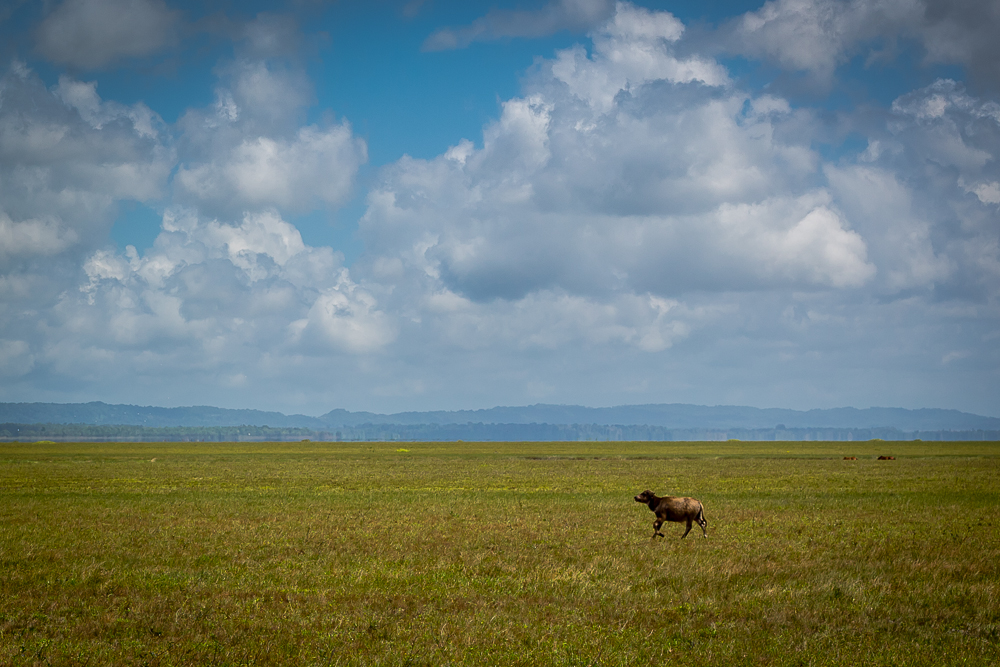
Östlich von Lospalos
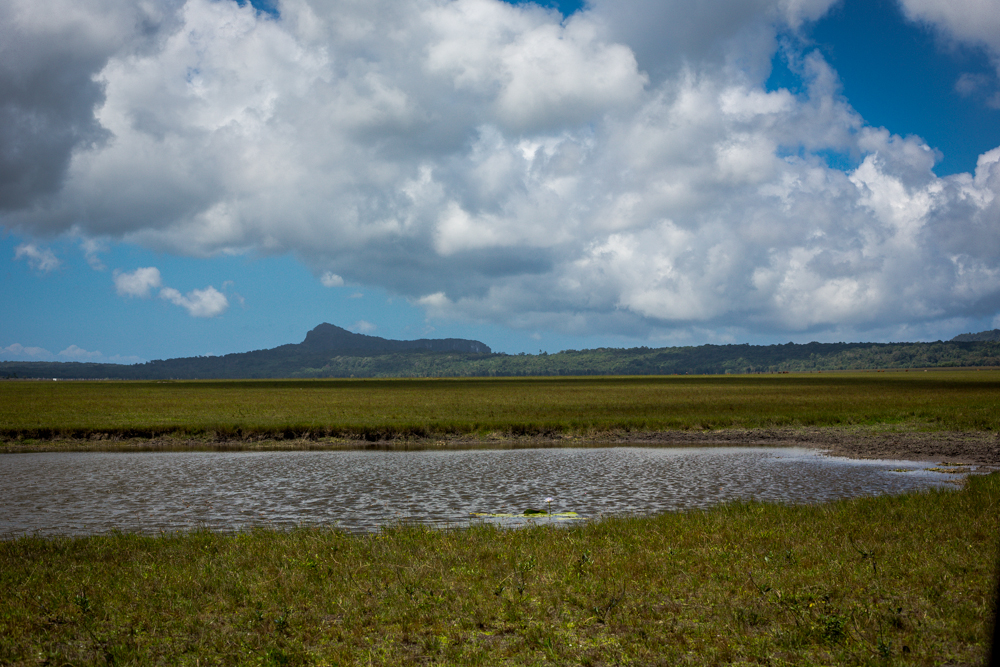
Blick auf dem Paitchau
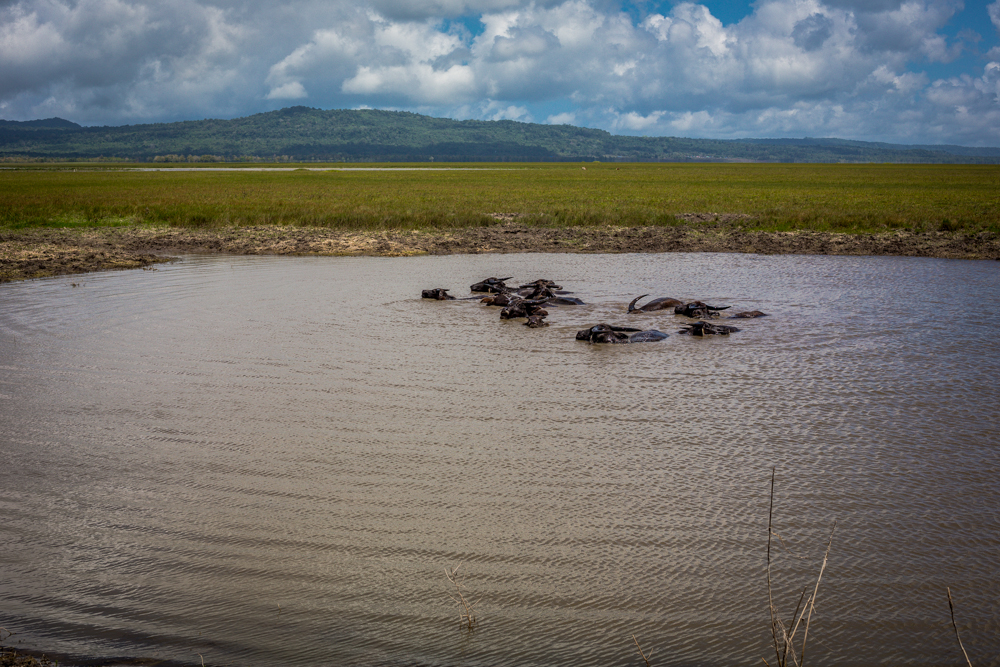
Nahe dem Ira Lalaro